# Broxtowe (circonscription britannique)
Pour les articles homonymes, voir Broxtowe.

La circonscription dans le Nottinghamshire.

La circonscription de Broxtowe est une circonscription électorale anglaise située dans le Nottinghamshire et représentée à la Chambre des communes du Parlement britannique.

## Résultats électoraux
En 2024, Juliet Campbell est élue députée de Broxtowe avec 19 561 voix, battant le  candidat conservateur Darren Henry.